# Verkehr und Wasser
Die Verkehr und Wasser GmbH (VWG) ist ein Unternehmen in Oldenburg (Oldenburg). Geschäftszweck sind der Busverkehr in der Stadt Oldenburg und angrenzenden Gebieten sowie die Wasserversorgung der Stadt. Teilhaber des Unternehmens sind zu 74 % die Stadt Oldenburg und zu 26 % die EWE VERTRIEB GmbH.
Der Busverkehr im Linienbündel Oldenburg wird über den Konzessionszeitraum Juni 2018 bis Juni 2028 durch die VWG im Auftrag des Zweckverbands Verkehrsverbund Bremen/Niedersachsen (ZVBN), dessen Mitglied die Stadt Oldenburg ist, auf Basis eines 2017 erteilten öffentlichen Dienstleistungsauftrags erbracht.
Die Konzession zur öffentlichen Trinkwasserversorgung wurde von der Stadt Oldenburg für den Zeitraum von 2018 bis 2047 an die VWG vergeben.:52

## Historisches
Von 1933 bis 1985 wurde der Stadtverkehr in Oldenburg von dem Unternehmen Oldenburger Vorortbahnen Pekol GmbH durchgeführt, das zwischen 1936 und 1957 mehrere Oberleitungsbuslinien betrieb.

### Busverkehr in Oldenburg in den 1980er und 1990er Jahren
Charakteristisch für den Busverkehr der 1980er und frühen 1990er Jahre waren die grasgrünen MAN SL 200 und Mercedes-Benz O 305-Fahrzeuge, wobei Wagen Nr. 66, der für die Gasthausbrauerei „Zum Hengelbräu“ warb, besonders hervorstach. Der SL 200 mit der Wagennummer 67 (Baujahr 1984) warb für ein Oldenburger Schuhhaus und konnte nach seiner Ausmusterung als Museumsbus im Pekol-Busmuseum, das heute nicht mehr existiert, besichtigt werden.
Im Jahr 1987 wurde mit der Anschaffung von zehn Mercedes-Benz O 405 die ersten VÖV-II-Standard-Linienbusse. Auch die MAN SL 202 wurden beschafft. Im Jahr 1989 fuhren erstmals Mercedes-Benz-Busse mit Hublift, um auch mobilitätseingeschränkten Bürgern das Busfahren zu ermöglichen. Barrierefreies Busfahren war erstmals im Jahr 1994 möglich, als acht Mercedes-Benz-Niederflurbusse beschafft wurden. In den 1990er Jahren war es für die wenigen Busfahrerinnen, die in Oldenburg fuhren, Usus, ein VWG-Halstuch zu tragen. Ein Mercedes-Benz Citaro konnte erstmals im Jahr 1999 im Oldenburger Stadtbild gesichtet werden.

### Busverkehr nach der Jahrtausendwende
Im Jahr 2001 ging der bisherige Geschäftsführer Petershagen in den Ruhestand. Von 2001 bis 2025 war Michael Emschermann Geschäftsführer. Er initiierte eine im Jahr 2002 in die Praxis umgesetzte Umstrukturierung des Oldenburger Busnetzes. 2001 waren 90 Busse im Bestand. Emschermann leitete die Anschaffung von Komfortbussen vom Typ MAN NL 263, die erstmals auch über eine Klimaanlage verfügten, in die Wege. Ihnen folgten 2003 zahlreiche klimatisierte Citaro-Omnibusse. Im Jahr 2004 wurde in Oldenburg ein Nachtbus-Netz eingeführt. Seit 2005 schaffte die VWG als Neuwagen ausschließlich klimatisierte Erdgasbusse an. Der kontrollierte Vordereinstieg, bei dem beim Einsteigen grundsätzlich eine Sichtprüfung des Fahrausweises stattfindet, begann 2007. Zur gleichen Zeit wurde der niederflurgerechte Umbau von über 600 Haltestellen abgeschlossen.
Die Oldenburger Endhaltestellen befinden sich in speziell auf die Regenerationsbedürfnisse des Fahrpersonals ausgerichteten „Ruhezonen“, die zudem in aller Regel über eine Personaltoilette mit Wasserspülung verfügen.

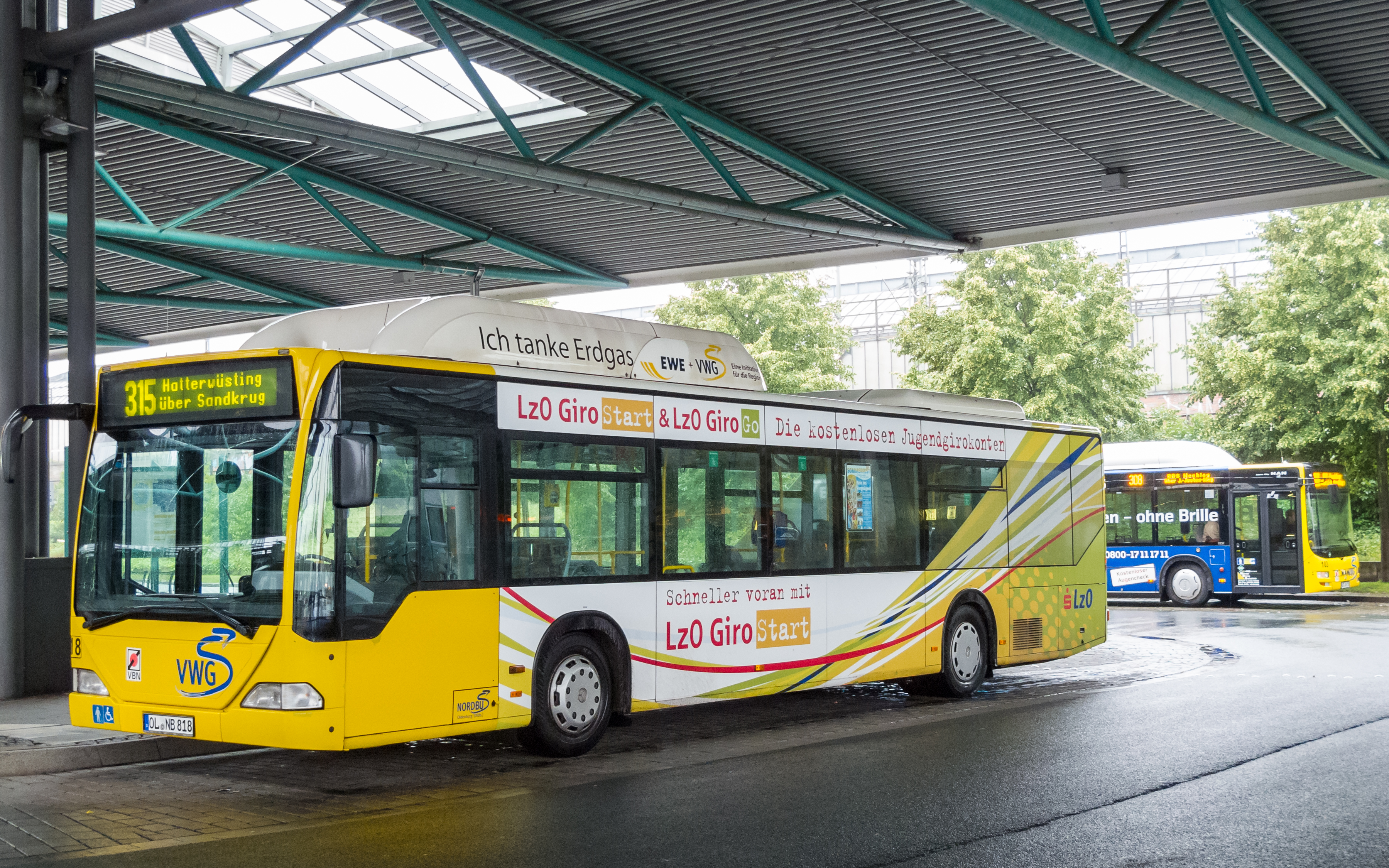
CNG-Bus Mercedes-Benz Citaro, Oldenburg ZOB (2011)

Ab den im Oktober 2009 eingesetzten Erdgas-Gelenkbusse der Nordbus GmbH mit den Wagennummern 090 bis 095 wurden erstmals der Innenraum mit Kameras ausgestattet, was auch an der Eingangstür annotiert ist: „Zu Ihrer Sicherheit videoüberwacht“. Diese Fahrzeuge wurden zudem erstmals mit TFT-Innenmonitoren ausgestattet, auf denen neben den nächsten fünf Haltestellen sowie der Ziel- und Endhaltestelle auch die Liniennummer angezeigt wird.
Im Jahr 2010 feiert die 1985 entstandene VWG ihr 25-jähriges Jubiläum. In einem in der Nordwest-Zeitung veröffentlichten Interview mit dem Geschäftsführer Michael Emschermann kristallisierte sich heraus, dass die VWG bis zum Jahr 2016 weitere Erdgasbusse anschaffen würde; in ferner Zukunft sollten allerdings alle Busse mit Elektromotor fahren. Die Fahrzeuge haben in Oldenburg eine wirtschaftliche Nutzungsdauer von elf bis dreizehn Jahren.
Der letzte dieselgetriebene Bus wurde 2016 außer Dienst gestellt. Unter dem Eindruck der steigenden Einwohnerzahl Oldenburgs und der Auswirkungen von Schadstoffemissionen nahm die VWG im Herbst 2018 26 neue erdgasgetriebene Busse in Betrieb. Sie ersetzten ältere erdgasgetriebene Busse, der Fahrzeugbestand erweiterte sich von 97 auf 103 Fahrzeuge. Im Jahr 2019 bis 2020 kamen weitere 25 Neufahrzeuge hinzu, womit sich der Bestand auf 111 Fahrzeuge erhöhte. Der Betriebshof wurde entsprechend erweitert. Als Geschäftsziel erklärte die Gesellschaft, die jährlichen Fahrgastzahlen von im Jahr 2018 erstmals mehr als 20 Millionen pro Jahr binnen zehn Jahren auf 30 Millionen pro Jahr steigern zu wollen. Es soll nicht auf Busse mit Antriebsenergiespeicherung in elektrischen Batterien, sondern mit Wasserstoff als Energieträger gesetzt werden. Nach einem Ratsbeschluss aus dem Jahr 2020:52 wurden Anfang des Jahres 2023 vier Wasserstoff-Brennstoffzellenbusse in Betrieb genommen. Der Bau einer neuen Werkstatt für nicht erdgasgetriebene Busse auf dem Gelände des Busbetriebshofs wurde zum Jahresende 2023 umgesetzt.:53 Eine Systementscheidung für künftige Antriebsarten war ab 2024 zu treffen.:53

### Busfahren seit der Coronakrise
Durch die Auswirkungen der COVID-19-Pandemie sanken die Fahrgastzahlen in den Jahren 2020 und 2021, jeweils verglichen mit dem Jahr 2019, um über 30 %.:49 Die Einnahmeausfälle für 2020, 2021 und 2022 wurden über den ÖPNV-Rettungsschirm des Landes Niedersachsen mit Beteiligung der Bundesrepublik Deutschland ausgeglichen.:58 Sie beliefen sich 2020 auf 3,3 Mio. Euro.:57
Das Land finanzierte zusätzliche Fahrten in Zeiten hoher Auslastung. Es kamen 2020 ein und 2021 fünf neue Busse hinzu und die VWG behielt ältere länger als geplant im Bestand. In die Klimaanlagen wurden Schwebstofffilter gegen Viren eingebaut.:50–51
Im Jahr 2022 wurden wegen eines hohen Krankenstands besondere Fahrpläne in den Schulferien mit weniger Fahrten auf bestimmten Linien eingerichtet. Dies geschah zunächst nur ad hoc, wurde aber ab Jahresende und für die Folgejahre fest eingerichtet.:54 Im Jahr 2023 und 2024 setzte sich der Personalengpass fort und führte dazu, dass der Ferienfahrplan auch zwischen den Oster- und Sommerferien 2024 galt.:51–52 Ab der zweiten Jahreshälfte 2024 war der Personalbedarf gedeckt.:17
Die Einführung des Deutschlandtickets 2023 und von vergünstigten Zeitkarten des Verkehrsverbunds trugen zu einem Anstieg der Fahrgastzahlen bei, während gleichzeitig die Einnahmen besonders aus höherpreisigen Verbund-Zeitkarten zurückgingen. Die Ausgleichszahlungen durch den Bund genügten 2023, bei steigenden Kosten liegt fortan das Risiko für die Kostenübernahme und absehbare Einnahmeausfälle bei Verkehrsbetrieb und Kommune.:51,52,59,61 Die Fahrgastzahlen lagen 2024 mit knapp 20,8 Millionen über denen von 2019.:24
Im Juni 2025 ging Geschäftsführer Emschermann in den Ruhestand. Ab Juli 2025 ist der Jurist Torsten Reh neuer Geschäftsführer.
Im Jahr 2025 können jeden Samstag alle Fahrgäste alle Fahrten mit öffentlichen Verkehrsmitteln, die innerhalb der VBN-Tarifzone Oldenburg angetreten und beendet werden, kostenfrei und fahrscheinlos durchführen. Dies gilt in der Zeit von 4 Uhr Samstag früh bis 4 Uhr Sonntag früh, dabei auch für Fahrten mit der Regio-S-Bahn Bremen/Niedersachsen auf der Relation Oldenburg Hbf–Oldenburg-Wechloy sowie für im Verbundtarif fahrende Nachtbusse, nicht aber für die nach gesondertem Tarif verkehrenden Nachteulen Ammerland. Den für die Verkehrsunternehmen entstehenden Fehlbetrag in Höhe von 580.000 Euro trägt die Stadt Oldenburg.

## Übersicht über die Buslinien der VWG

### Stadtbuslinien
Alle Buslinien bedienen die zentrale Haltestelle am Lappan; mit Ausnahme der Linie 304 fahren alle auch den Hauptbahnhof und den Zentralen Omnibusbahnhof (ZOB) an.
In der höchsten Taktung fahren die Busse zur Hauptverkehrszeit (HVZ), die montags bis freitags etwa von 6 bis 19 Uhr und samstags etwa von 10 bis 18 Uhr geht. In den Nebenverkehrszeiten (NVZ) fahren die Busse seltener (montags bis samstags außerhalb der HVZ). In den Schulferien gelten auf einzelnen Linien werktags in der Hauptverkehrszeit sowie an Samstagen abweichende Takte. Sonn- und feiertags wird von Betriebsbeginn bis etwa 11:30 Uhr nach einem Sonntagsfahrplan gefahren, der das direkte Umsteigen in verschiedene andere Busse am Lappan ermöglicht.
| Linie | Linienführung | Takt HVZ | Takt NVZ        | Sonntag früh    |
| ----- | --- | -------- | --------------- | --------------- |
| 301   | Ofenerfeld – Bahnhof Ofenerdiek – Scheideweg – Nadorster Straße – Hbf/ZOB – Lappan – Hauptstraße – Edewechter Landstraße – Osterkampsweg – Eversten (Schramperei) | 15 min   | 30 min          | 60 min          |
| 302   | Hbf/ZOB – Lappan – Osternburg Bremer Straße – Helmsweg – Ostkreuz – Gewerbegebiet Tweelbäke-West – Am Schulgraben – Borchersweg | 15 min   | 30 min          | 60 min          |
| 304   | Ofenerdiek, Feldahornweg – Paul-Tantzen-Straße – Scheideweg – Eßkamp – Pferdemarkt – Lappan – Cloppenburger Straße – Kreyenbrück – Bümmerstede | 15 min   | 30 min          | 60 min          |
| 306   | Hbf/ZOB – Lappan – Ammerländer Heerstraße – Universität Oldenburg / Campus Haarentor – Universität Oldenburg / Campus Wechloy | 15 min   | 30 min          | keine Bedienung |
| 308   | Hbf/ZOB – Lappan – Auguststraße – Neuer Friedhof – Ringverkehr Dietrichsfeld (via Rauhehorst – BBS Wechloy – Johann-Justus-Weg – Vahlenhorst, oder umgekehrt) | 15 min   | 30 min          | 60 min          |
| 309   | Hbf/ZOB – Theater – Dobbenviertel – Lasiusstraße – Uhlhornsweg – Kennedystraße – Bloherfelder Marktplatz – Bloherfelde – Linienweg A: – Eschenplatz bzw. Linienweg B: – Wildenloh – Friedrichsfehn bzw. Linienweg C: – Petersfehn – Friedrichsfehn | 10 min   | 20 min          | 20 min          |
| 310   | Hbf/ZOB – Lappan – Ammerländer Heerstraße – Universität Oldenburg / Campus Haarentor – (Universität Oldenburg / Campus Wechloy –) Wechloy Famila – Linienweg A: – Ofen (Bad Zwischenahn) – Dürerstraße (– Karl-Jaspers-Klinik – Wehnen) bzw. Linienweg B: – BBS Wechloy – Brookweg – Hauptwache – Fliegerhorst                                                  | 15 min   | 30 min          | 60 min          |
| 311   | Hbf/ZOB – Lappan – Wunderburgviertel – Klinikum Oldenburg – Brandenburger Straße – Stralsunder Straße – Max-Beckmann-Straße – Kreyenbrück überlagernd mit Linie 321 | 20 min   | 30 min          | 60 min          |
| 313   | Krusenbusch – Scharfgarbenweg – Bahnhof Krusenbusch – Im Krusenbusch (Siedlungsgebiete entlang des Bahndamms) – Kiebitzweg – Zaunkönigstraße – Bahnhof Osternburg – Hbf/ZOB – Alexanderstraße – Brookweg – Linienweg A: – BBS Wechloy bzw. Linienweg B: – Hauptwache – Am Alexanderhaus                                                                         | 15 min   | 30 min          | 60 min          |
| 314   | Hbf/ZOB – Lappan – Marschweg/OLantis Huntebad – Bodenburg-Sodenstich – Kanalbrücke – Linienweg A: – Hundsmühlen bis Tungeln (weiter bis Wardenburg nur im Abendverkehr sowie am Wochenende) bzw. Linienweg B: – Südmoslesfehn – Achternmeer – Westerholt – Oberlethe – Wardenburg                                                                               | 15 min   | 30 min          | 60 min          |
| 315   | Hbf/ZOB – Lappan – Staatsarchiv Oldenburg (Gerichtsviertel) – Graf-Anton-Günther-Schule – Bachstraße (Komponistenviertel) – Osternburger Kanal – Cloppenburger Straße – Klein-Bümmerstede – Streekermoor – Sandkrug (Hatten) – Voßbergweg – Hatterwüsting überlagernd mit Linie 325                                                                             | 60 min   | 60 min          | 60 min          |
| 317   | Hbf/ZOB – Lappan – IKEA – Kloster Blankenburg | 30 min   | 60 min          | 60 min          |
| 320   | Hbf/ZOB – Lappan – Bremer Straße – Cloppenburger Straße – Tungeln – Wardenburg überlagernd mit Linie 280 | 60 min   | 60 min          | keine Bedienung |
| 321   | Hbf/ZOB – Lappan – Wunderburgviertel – Klinikum Oldenburg – Brandenburger Straße – Giesenweg – Klingenbergplatz – Alter Postweg – Meerkamp – Hertzstraße – Franz-Marc-Straße – Kreyenbrück überlagernd mit Linie 311 | 20 min   | 30 min          | 60 min          |
| 322   | Fliegerhorst – Hauptwache – Bhf. Ofenerdiek – Eßkamp – Nadorst – Ohmstede – Donnerschwee – Weser-Ems-Halle – Hbf/ZOB – Lappan – Hauptstraße – Bodenburg – Sodenstich – Hausbäker Weg – Edewechter Landstraße – Linienweg A: Thomasburg bis Eibenweg Linienweg B: Eversten-West bis Nordseestraße                                                                | 15 min   | 30 min          | 60 min          |
| 323   | Wahnbek, Am Nordkreuz – Etzhorn – Ohmstede – Mühlenhofsweg – Trommelweg – Schlieffenstraße (Kasernenviertel) – Donnerschwee – Weser-Ems-Halle – Hbf/ZOB – Lappan – Bahnhof Osternburg – Bahnhofsallee – Kreyen-Centrum – Dwaschweg – Bahnhof Krusenbusch – Scharfgarbenweg – Krusenbusch                                                                        | 15 min   | 30 min          | 60 min          |
| 324   | Ostring – Waldfriedhof – Lagerstraße – Langenweg – Nadorst – Hbf/ZOB – Lappan – Friedhof Eversten – Staakenweg – Uhlhornsweg – Universität Oldenburg / Campus Haarentor – Artillerieweg – Infanterieweg (Univiertel) – Dietrichsweg – Wittingsbrook – Johann-Justus-Weg – BBS Wechloy (– Brookweg – Hauptwache – Wiefelsteder Straße – Metjendorf – Ofenerfeld) | 15 min   | 30 min          | 60 min          |
| 325   | Hbf/ZOB – Lappan – Staatsarchiv Oldenburg (Gerichtsviertel) – Graf-Anton-Günther-Schule – Bachstraße (Komponistenviertel) – Osternburger Kanal – Cloppenburger Straße – Klein-Bümmerstede – Streekermoor – Sandkrug (Hatten) – Mühlenweg – Hatterwüsting überlagernd mit Linie 315                                                                              | 60 min   | keine Bedienung | keine Bedienung |
| 329   | Ofenerfeld – Metjendorf – Wiefelsteder Straße – Hauptwache – Alexanderstraße – ZOB – Lappan – Drielake | 30 min   | 30 min          | 60 min          |

Quelle: vwg.de Liniennetzplan Tagnetz gültig ab 15. Dezember 2024
1. 1 2 3 4 5  Fährt an Samstagen tagsüber im 20-Minuten-Takt
2. 1 2 3 4 5  Fährt während der Schulferien in Niedersachsen tagsüber im 20-Minuten-Takt
3. ↑  gilt für gemeinsamen Abschnitt auf der Bloherfelder Straße. Teillinien jeweils im 30-Minuten-Takt
4. 1 2  Teillinien im Stundentakt
5. ↑  Famila – Fliegerhorst und Famila – Wehnen jeweils 30 min; nicht über Campus Wechloy
6. ↑  nur Linienweg A, nur bis Dürerstraße, über Campus Wechloy
7. ↑  nur Linienweg A, nur bis Dürerstraße, über Campus Wechloy, nicht über Famila
8. 1 2  fährt während der Schulferien in Niedersachsen tagsüber im 30-Minuten-Takt
9. ↑  gilt für gemeinsamen Abschnitt. Linienäste jeweils im 30-Minuten-Takt
10. ↑  nur ZOB – Krusenbusch
11. ↑  nur Linienweg A über Tungeln bis Wardenburg
12. 1 2 3  in HVZ abwechselnd Thomasburg und Eversten-West, in NVZ beide Äste
13. ↑  Ostring – Hbf/ZOB – BBS Wechloy
14. 1 2  Ostring – Hbf/ZOB – BBS Wechloy – Ofenerfeld

### Regionalbuslinien mit Beteiligung der VWG
| Linie | Linienführung | Takt HVZ | Takt NVZ | Sonntag früh |
| ----- | --- | -------- | -------- | ------------ |
| 280   | Oldenburg – Tungeln – Wardenburg überlagernd mit Linie 320 | 60       | —        | —            |
| 330   | Oldenburg-Drielake – Lappan – ZOB – Metjendorf – Heidkamp – Neuenkruge – Borbeck – Wiefelstede – (bis Wiefelstede im 30-Minuten-Takt) – Mollberg – Dringenburg – Spohle – Conneforde (Wiefelstede bis Conneforde im 60-Minuten-Takt) | 30/60    | 30/60    | 60           |
| 340   | ZOB – Lappan – Pferdemarkt – Nadorst – Wahnbek – Rastede – Hahn-Lehmden – Linienweg A: – Wiefelstede bzw. Linienweg B: – Bekhausen – Rastederberg – Jaderberg                                                                        | 30 min   | 30 min   | 60 min       |
| 350   | Oldenburg – Wehnen – Bad Zwischenahn – Rostrup (bis Rostrup im 30-Minuten-Takt) – Westerstede (Rostrup bis Westerstede im 60-Minuten-Takt, nicht in der NVZ, aber Sonntag früh)                                                      | 30/60    | 30/—     | 30/60        |

1. ↑  30 Minuten-Takt für gemeinsamen Abschnitt. Linienäste jeweils im 60-Minuten-Takt
2. ↑  nur Linienweg B
3. ↑  30-Minuten-Takt nur bis Wehnen, Ahornstraße

### Nachtbuslinien
Alle Nachtbuslinien starten und enden an der zentralen Haltestelle Lappan. Die Abfahrt ist täglich um 0:30 Uhr, an Samstagen, Sonntagen und Feiertagen gibt es weitere Abfahrten um 1:30 Uhr und 2:30 Uhr. Die Busse der Linie N25 mit den Abfahrten um 0:30 Uhr und 1:30 Uhr fahren nur an Wochenenden über Wardenburg hinaus bis Ahlhorn. Zu besonderen Anlässen wie dem Stadtfest, dem Kramermarkt oder Silvester fahren die Nachtbusse nach einem gesonderten Fahrplan.
Vom 21. März 2020 bis zum 18. Juni 2021 fanden aufgrund der COVID-19-Pandemie keine Nachtbusfahrten statt.
Nach dem Abriss der Cäcilienbrücke im April 2020 handelte die VWG mit einer dauerhaften Änderung der Linienführung der Nachtlinien N40 und N41. Beide fahren seitdem nicht mehr über die Straße Damm, sondern werden über die Amalienbrücke wie die N39 in beiden Richtungen geleitet.
| Linie | Linienführung |
| ----- | --- |
| N25   | Lappan – Hauptstraße – Hundsmühler Straße – Hundsmühlen – Wardenburg (– Huntlosen – Großenkneten – Sage – Ahlhorn) – Cloppenburger Straße – Amalienbrücke – Lappan                       |
| N36   | Lappan – Hauptbahnhof/ZOB – Pferdemarkt – Alexanderstraße – Am Alexanderhaus – Langenweg – Wilhelmshavener Heerstraße – Nadorst – Ohmstede – Weser-Ems-Halle – ZOB/Hauptbahnhof – Lappan |
| N37   | Lappan – Hauptbahnhof/ZOB – Nadorster Straße – Scheideweg – Bhf. Ofenerdiek – Ofenerdiek – Ofenerfeld – Fliegerhorst – Rauhehorst – Auguststraße – Lappan                                |
| N38   | Lappan – Jade Hochschule – Universität – Bloherfelde – Petersfehn – Bloherfelde – Eversten – Edewechter Landstraße – Hundsmühler Straße – Sodenstich – Marschweg – Hauptstraße – Lappan  |
| N39   | Lappan – Nordstraße – Cloppenburger Straße – Bümmerstede – Bahnhofsallee – Kreyenbrück – Klinikum Oldenburg – Schützenhofstraße – Nordstraße – Lappan                                    |
| N40   | Lappan – Nordstraße – Bremer Straße – Bahnhofsallee – Bümmerstede – Krusenbusch – Am Bahndamm – Tweelbäke – Bremer Heerstraße – Bremer Straße – Nordstraße – Lappan                      |
| N41   | Lappan – Nordstraße – Cloppenburger Straße – BAB 28/BAB 29 – Sandkrug – Hatterwüsting – Borchersweg – BAB 28 – Cloppenburger Straße – Nordstraße – Lappan                                |

Quelle: vwg.de Liniennetzplan Nacht

### Linienhistorie

#### Linien in den 2000er Jahren

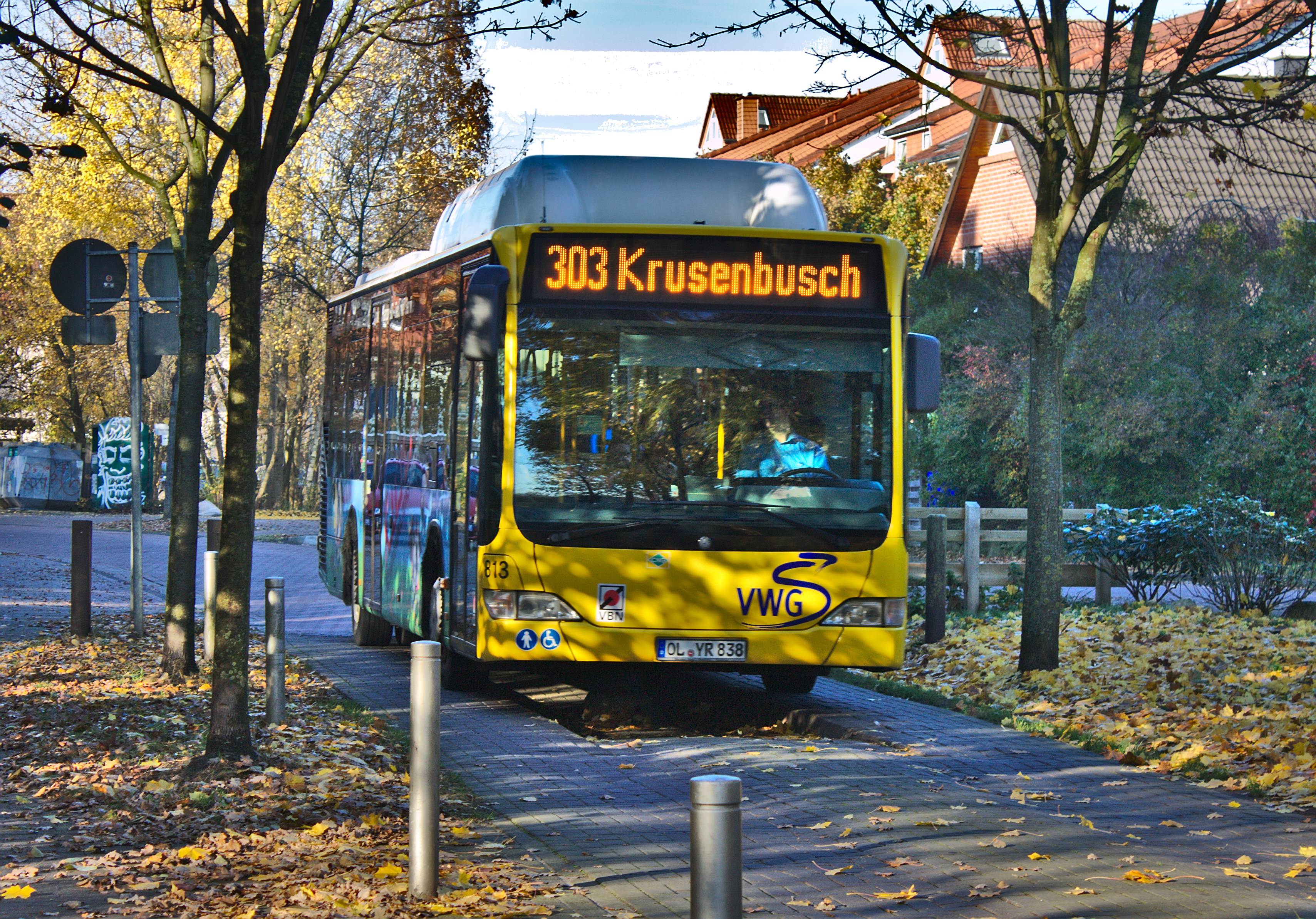
Passive Busschleusen trennen an drei Stellen im Stadtgebiet den Bus- vom Individualverkehr

Bei der großen Liniennetzumstellung im Juni 2002 wurde ein 15-Minuten-Grundtakt eingeführt.
Im Sommer 2002 bediente die Stadtbuslinie 303 erstmals die Bahnhofsallee und das Kreyen-Centrum auf dem Weg nach Krusenbusch. Die Bedienung Wahnbeks wurde zwischen 2002 und 2003 durch die Stadtbuslinie 314 sichergestellt, die ab Hundsmühlen über die Nadorster Straße, den Rennplatz, Ohmstede und Etzhorn dorthin fuhr. Abends wurde in diesem Zeitraum die Linie 306 ab Universität über die Beverbäkstraße und das Kasernenviertel nach Wahnbek verlängert. Die Bedienung des Ostrings in Patentbusch wurde tagsüber erstmals durch die neue Linie 324, die nach Hundsmühlen fuhr, und abends durch die aus Petersfehn kommende 309 sichergestellt.
Mit Eröffnung des Möbelhauses IKEA Ende 2007 wurde die Linie 317 eingerichtet. Um die Universität Oldenburg direkter an den Bahnhof und ZOB anzubinden, wurden Ende 2008 im Innenstadtbereich die Linienwege der 306 und 310 gestrafft, wodurch sich die Fahrzeit um 5 Minuten verkürzte. Die entfallenden Linienäste wurden von der Linie 309 nach Wahnbek und 314 nach Patentbusch, Ostring übernommen.

#### Linien in den 2010er Jahren

##### Angebotsausweitung 2011
Seit Ende Juni 2011 besteht in den Abendstunden ein 30-Minuten-Takt auf allen Hauptlinien, da die VWG dem abendlichen Freizeitverkehr einen besonderen Stellenwert beimisst. Aufgrund der Taktverdichtung entfielen die Sternfahrten mit gesicherten Anschlüssen an der Hauptumsteigestelle Lappan, so dass die Busse zu unterschiedlichen Zeiten dort eintreffen. Eine weitere Neuerung war, dass auch die Endhaltestellen in den Ortschaften Wildenloh und Sandkrug/Hatterwüsting erstmals bis Mitternacht bedient wurden.
Der regelmäßige Park+Ride-Verkehr hingegen endete im gleichen Jahr. Damit reagierte die VWG auf die missbräuchliche Verwendung der Park+Ride-Fahrscheine durch Anwohner der Wohngebiete, die sich nahe der Park+Ride-Plätze befanden.

##### Angebotsausweitung 2015
Zum Fahrplanwechsel im Juni 2015 wurden zwei Linien neu eingeführt, verschiedene Linienäste anders miteinander verknüpft und Liniennummern geändert.
Das Klinikum Oldenburg sowie die Siedlungsgebiete Kreyenbrücks wurden durch die neuen Linien 311 und 321 fortan im 10-Minuten-Takt bedient. Die neue Linie 318 verband das Neubaugebiet Eversten-West über die Hauptstraße Eversten mit der Innenstadt. Die Linie 313, von Krusenbusch über die Straße Am Bahndamm und durch Osternburg in die Innenstadt, entstand durch Aufspaltung der bisherigen Linie 302 im Bereich Osternburg, wobei die 302 eine teilweise neue Streckenführung durch das Gewerbegebiet Tweelbäke erhielt. Die Linienäste in den Ortschaften Wahnbek und Metjendorf wurden getauscht, sodass die neue Linie 323 vom Wahnbeker Nordkreuz nach Krusenbusch fuhr, die neue Linie 329 hingegen von Metjendorf-Heidkamp und Metjendorf-Ofenerfeld durch die Innenstadt und Bloherfelde nach Petersfehn, Wildenloh und zum Eschenplatz. Die Linie 329 bediente damit an ihren beiden Enden jeweils drei verschiedene Endstationen. Die Liniennummern 303, 309 und 312 entfielen.
Aufgrund der Nutzung des Klosters Blankenburg als Erstaufnahmeeinrichtung des Landes Niedersachsen fuhr die Linie 316 seit dem 1. November 2015 wieder täglich im Stundentakt zum ZOB. Diese Verbindung war 2011 mangels Bedarfs eingestellt und durch ein Anruf-Linien-Taxi ersetzt worden.

##### Angebotsausweitung 2018
Mit dem Fahrplanwechsel im Dezember 2018 wurde das Angebot in Richtung der südlich angrenzenden Gemeinden im Landkreis Oldenburg erweitert. Zusätzlich zur Linie 315 wurde mit der 325 eine weitere Linie nach Hatterwüsting eingeführt, die in weiten Teilen den gleichen Linienweg besitzt und dadurch für zahlreiche Haltestellen einen 30-Minuten-Takt schuf.
Wardenburg wird zusätzlich zur Regionalbuslinie 280 stündlich von der Linie 320 bedient. Außerdem wurden Fahrten der Linie 314, die bisher in Eversten an der Kanalbrücke über den Küstenkanal endeten, im großen Bogen über Südmoslesfehn, Achternmeer, Westerholt und Oberlethe nach Wardenburg verlängert.

##### Angebotsausweitung 2019
Unter Verwendung von acht Neufahrzeugen wurden ab Dezember 2019 die Verbindungen in den Landkreis Ammerland verbessert. Dazu wurden die vom Oldenburger ZOB ins Umland fahrenden Regionalbuslinien 330, 340 und 350 stärker in den innerstädtischen Verkehr eingebunden. Sie bieten einen durchgehenden 30-Minuten-Takt auch an Wochenenden und bis in die späten Abendstunden hinein, wobei der Betrieb an Wochenenden und Feiertagen später einsetzt als an Werktagen. Das stark erweiterte Angebot war für zunächst zwei Jahre finanziell gesichert. Der Landkreis Ammerland verlängerte 2021 diese Evaluierungsphase um ein Jahr.
Die Linie 330 aus Wiefelstede-Conneforde, via Heidkamp und Metjendorf, wurde über den ZOB hinaus nach Drielake verlängert und ersetzte dabei die Linie 307. Ihr Betrieb ging von der Firma Hanekamp auf die VWG über.
Die Linie 340 aus Wiefelstede bzw. Jaderberg, jeweils über Rastede, wurde über den ZOB hinaus via IKEA zum Kloster Blankenburg verlängert und ersetzte die VWG-Linien 316 und 317. Hier gab die VWG die Betriebsführung an die Firma Hanekamp ab.
Die Linie 350 wird von zwei Firmen betrieben: Die VWG fährt im Stundentakt von Oldenburg bis Bad Zwischenahn, Gerdes Reisen im Stundentakt von Oldenburg über Bad Zwischenahn hinaus nach Westerstede. Gemeinsam ergibt sich zwischen Oldenburg und Bad Zwischenahn ein Halbstundentakt, wobei auch das Einkaufszentrum Famila XXL Wechloy mit bedient wird. Die zuvor bis Wehnen parallelen Fahrten der Stadtlinie 310 wurden, außer im morgendlichen Berufsverkehr, zur Haltestelle Dürerstraße in Ofen zurückgezogen und bedienten nicht mehr die Karl-Jaspers-Klinik und Wehnen.
Die bisherige Linie 329 wurde aufgeteilt: Die neue Linie 329 bediente nur noch den Abschnitt Lappan – ZOB – Alexanderstraße – Am Alexanderhaus. Die Linie 313 fuhr nicht mehr zur BBS Wechloy, sondern über Wiefelstede-Metjendorf nach Ofenerfeld. Beide fügten sich mit der Regionallinie 330, die die Bedienung des Bereichs Heidkamp sicherstellte, in ein Gesamtkonzept für die Alexanderstraße ein, so dass sich durch Überlagerung der jeweils halbstündlich fahrenden Linien 330, 313, 329 und 302  ein 7½-Minuten-Takt bildete. In den Nebenverkehrszeiten entstand eine Lücke bei der Feinerschließung der Bereiche Wiefelsteder/Leuchtenburger Straße bis Ofenerfeld, die im Januar 2020 durch Verlängerung der Linie 324 behoben wurde.
Die neue Linie 309 übernahm den Abschnitt der alten Linie 329 über die Bloherfelder Straße, die seitdem im 10-Minuten-Takt befahren wird. Über die bisherigen westlichen Endpunkte Petersfehn und Wildenloh hinaus fahren die Busse insgesamt viermal pro Stunde als Ring nach Friedrichsfehn, auch der Endpunkt Bloherfelde Eschenplatz wird erstmals im 30-Minuten-Takt bedient.

#### Linien in den 2020er Jahren

##### Einschränkungen ab 2020
In der Anfangsphase der COVID-19-Pandemie in Deutschland wurde ab Mitte März 2020 zunächst der Vordereinstieg untersagt, ein Fahrkartenerwerb im Fahrzeug war nicht möglich. Ab der Nacht zum 21. März wurde das gesamte Angebot angesichts der stark gesunkenen Fahrgastnachfrage reduziert. Der Betrieb wurde auf Basis des Sonntagsfahrplan, aber mit täglichen Betriebszeiten von etwa 5 bis 24 Uhr sichergestellt. Die Linien wurden überwiegend im Halbstundentakt bedient, für Berufs- und Schülerverkehre bestand kein Bedarf.
Im März und April fielen die Fahrgastzahlen auf rund 20 Prozent im Vergleich zum Vorjahr. Der Nachtbusverkehr blieb auch nach der Wiederherstellung des normalen Fahrplans am 27. April 2020 ausgesetzt. Ab dem 13. Mai war der Fahrkartenerwerb im Fahrzeug wieder möglich, zugleich begannen sich die Fahrgastzahlen zu erholen und lagen Ende Juli 2020 bei rund 60 Prozent des Vorjahresniveaus.
Vom 21. Dezember 2020 bis zum 31. Januar 2021 wurde erneut der reduzierte Sonderfahrplan auf Basis des Sonntagsangebots eingesetzt. Alle Einschränkungen im Tagnetz endeten am 7. Mai 2021, der Nachtbusverkehr findet seit der Nacht zum 19. Juni 2021 wieder statt.

##### Änderungen 2021
Im Dezember 2021 wurden in Wardenburg die Linien 280, 314 und 320 zur neu gebauten Zentralen Umsteige-Haltestelle ZUH verlängert. In Bad Zwischenahn wurden diejenigen Fahrten der Linie 350, die zuvor stündlich am Bahnhof endeten, zum Park der Gärten im Ortsteil Rostrup verlängert.

##### Änderungen 2022
Der eigentlich für Dezember 2022 vorgesehene Fahrplanwechsel wurde infolge von Personal- und Fahrzeugengpässen auf Januar 2023 verschoben. Der Takt wurde auf den Linien 302, 313 und 323 verdichtet, die Linie 302 zum Hbf verkürzt, die Linie 313 bekam dafür ab Alexanderstraße den Ast zur BBS Wechloy hinzu.

##### Änderungen 2024

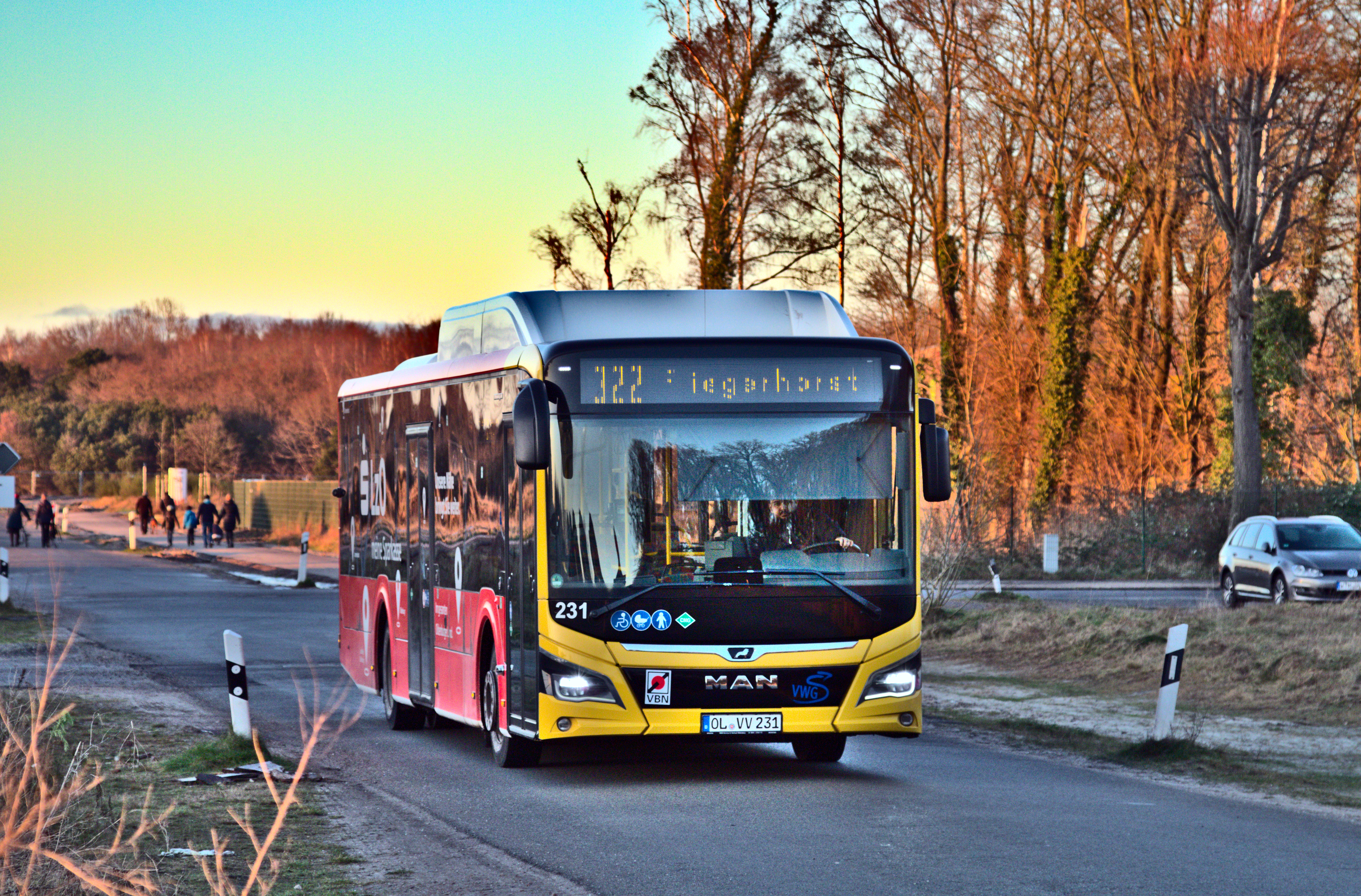
Anbindung des Fliegerhorsts

Zum August 2024 wirkte sich die turnusgemäße Neuvergabe des Linienbündels Ammerland Ost durch den Landkreis Ammerland aus. Bei den Linien 330 und 340 ging die Betriebsführung an die Unternehmen Verkehrsbetriebe Ammerland (Wilmering) und Imken Linienverkehr über, die unter der gemeinsamen Marke „AM Bus“ verkehren. Die VWG führte als Ersatz für den entfallenden innerstädtischen Teil der Linie 340 die zuvor 2019 eingestellte Linie 317 vom ZOB über IKEA zum Kloster Blankenberg wieder ein. Die Linie 329 wurde zwischen Ofenerfeld und Drielake zusammen mit der Linie 330 geführt, um durch Überlagerung einen gemeinsamen 15-Minuten-Takt herzustellen. Im äußeren Bereich der Alexanderstraße verzweigte sich fortan die Linie 313 auf den zwei kurzen Linienästen nach Am Alexanderhaus und zur BBS Wechloy.
Im Dezember 2024 wurden Neubaugebiete auf dem Fliegerhorst Oldenburg bis zur vorläufigen Endhaltestelle Guntrud-Heise-Straße angebunden.:52 Dafür wurden die zuvor halbstündlich bei Famila Wechloy endenden Fahrten der Linie 310 verlängert sowie der Verlauf der Linie 322 ab Nadorst grundlegend geändert, indem sie nicht mehr zum Ostring fährt, sondern tangential entlang Scheideweg und durch Ofenerdiek auf den Fliegerhorst. Tagsüber bediente die Linie 310 wieder die Karl-Jaspers-Klinik und Wehnen. Es entfiel die 2015 eingeführte Linie 318 nach Eversten-West, deren Endstelle die auf einen 15-Minuten-Takt verdichtete Linie 322 zusätzlich übernahm.

## Geschäftsbereich Verkehr

### Rechtlicher Rahmen der Verkehrsleistungen
Der öffentliche Dienstleistungsauftrag über den Konzessionszeitrum 2018 bis 2028 wurde durch den Zweckverband in Form einer Direktvergabe erteilt. Eine Arbeitsgemeinschaft von privaten Linienbusunternehmen wollte die Verkehrsleistung nach Personenbeförderungsgesetz eigenwirtschaftlich erbringen. Deren Antrag wurde 2016 durch die Aufsichtsbehörde, die Landesnahverkehrsgesellschaft Niedersachsen (LNVG), abgelehnt. Gegen diese Ablehnung klagte die Arbeitsgemeinschaft. Die Klage wurde vom Verwaltungsgericht Oldenburg im Februar 2018 und endgültig vom Niedersächsischen Oberverwaltungsgericht im Februar 2020 abgewiesen. Bis zu dieser Entscheidung führte die VWG den Busverkehr auf Basis einer mehrfach verlängerten befristeten Genehmigung durch.
Die Kriterien zur Leistungsbewertung im öffentlichen Dienstleistungsauftrag wurden 2023 infolge der gesamtwirtschaftlichen Rahmenbedingungen geändert, so dass nicht der finanzielle Erfolg, sondern die Entwicklung der Fahrgastzahlen maßgeblich ist.:57

### Ehemalige VWG-Tochtergesellschaft Nordbus
Die Oldenburger Firma Nordbus wurde im Jahr 2000 von der Firma Edzards, Esens, gegründet und im Jahr 2016 auf die VWG verschmolzen. Über Nordbus liefen anfangs die Edzards-Auftragsfahrten für die VWG Oldenburg. Nordbus erhielt von der VWG vier Wagen für die Leistungen. Anfang 2002 zog sich Edzards aus Oldenburg zurück. Die VWG übernahm Nordbus als 100-prozentige Tochtergesellschaft und baute seitdem sukzessive die Fahrleistungen aus. Daher erhöhte sich auch die Anzahl der Omnibusse kontinuierlich, die überschriebene VWG-Wagen oder auch Neuwagen in Form von modernen Erdgasbussen waren. Seit dem Jahr 2007 wurden alle Neufahrzeuge entweder auf die Tochtergesellschaft Nordbus oder die Subunternehmen zugelassen und nicht mehr auf die Muttergesellschaft VWG. Erst im Jahre 2014 wurden erstmals wieder Neufahrzeuge auf die Muttergesellschaft VWG zugelassen: Es handelt sich um die MAN-Busse mit den Funknummern 144 bis 147.
Das Nordbus-Fahrpersonal war an ein anderes Tarifsystem gebunden als die Fahrer der Muttergesellschaft.
Die sechs MAN Lion’s City Erdgas-Überlandbusse fuhren lange Jahre auf der Überlandbuslinie 440 („Weser-Sprinter“) von Oldenburg nach Brake und von dort aus abwechselnd nach Nordenham und nach Bremerhaven. Seit dem Fahrplanwechsel am 3. September 2015 fuhr die VWG-Tochtergesellschaft Nordbus jedoch nicht mehr auf dieser Linie, so dass die Überlandbusse fortan ausschließlich im Stadtbusverkehr eingesetzt werden.
Nach 15 Jahren Laufzeit wurden die 1994 angeschafften Mercedes O 405-Gelenkbusse, die sich bis zuletzt in technisch einwandfreiem Zustand befanden, ausgemustert und durch mehrere Citaro-Erdgasgelenkbusse mit den Wagennummern 090 bis 093 ersetzt. Zudem besaß die Nordbus einen MAN-Erdgas-Gelenkbus, der symbolisch als „Biogasbus“ bezeichnet wurde, zumal an seiner Werbung auf die Beimischung von Biogas zum Erdgasgemisch hingewiesen wird, eine Neuerung, die CO2-Emissionen um bis zu 30 % reduzieren vermag.
Eine Besonderheit stellte der Erdgas-Citaro mit der Wagennummer 817 dar: Nachdem die EWE Baskets im Jahr 2009 deutscher Meister wurden, erhielt der Verein als Zeichen der Anerkennung eine Gratulation in Form einer Außenwerbung dieses Nordbuswagens. Zudem unterschrieben im Innenraum des Busses an der Decke sämtliche Spieler der EWE Baskets.

### Subunternehmer
Außer von der VWG wird der Stadtbusverkehr in Oldenburg von folgenden Subunternehmern sichergestellt:
- Weser-Ems-Bus, Oldenburg
- Wilmering, Vechta (früher: Wolters Buslinien)
- Michael Büsing Busbetrieb (MBB), Rastede
- Pfeiffer Reisen, Bad Zwischenahn
- Tholen Reisen, Friesoythe

Seit dem Jahr 2009 kaufen sämtliche Subunternehmer, die im Auftrag der VWG im Oldenburger Linienverkehr fahren, keine eigenen Busse mehr, sondern mieten Neufahrzeuge bei der VWG an.

### Fahrzeuge

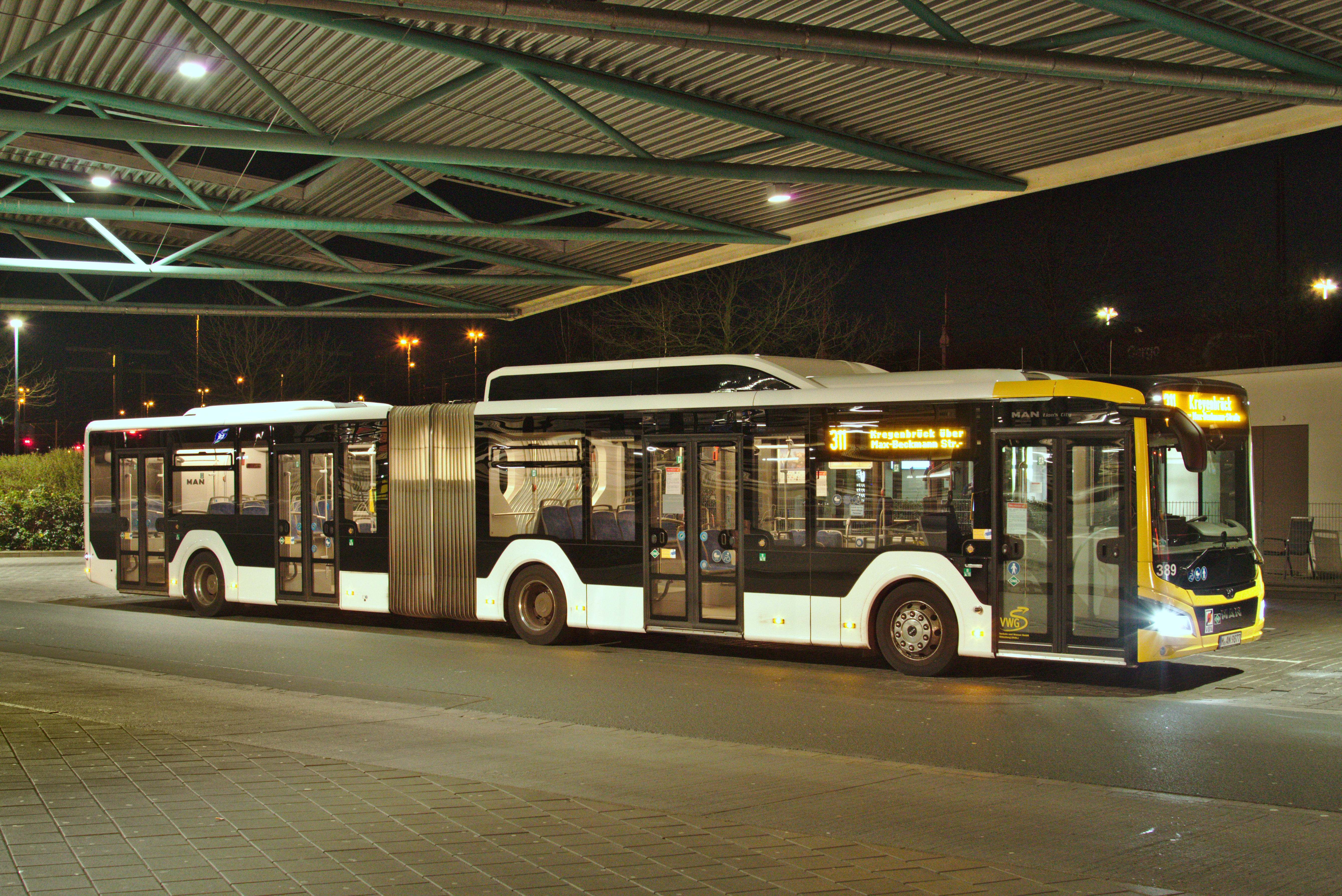
Wagen 389 am Zentralen Omnibusbahnhof (2020)

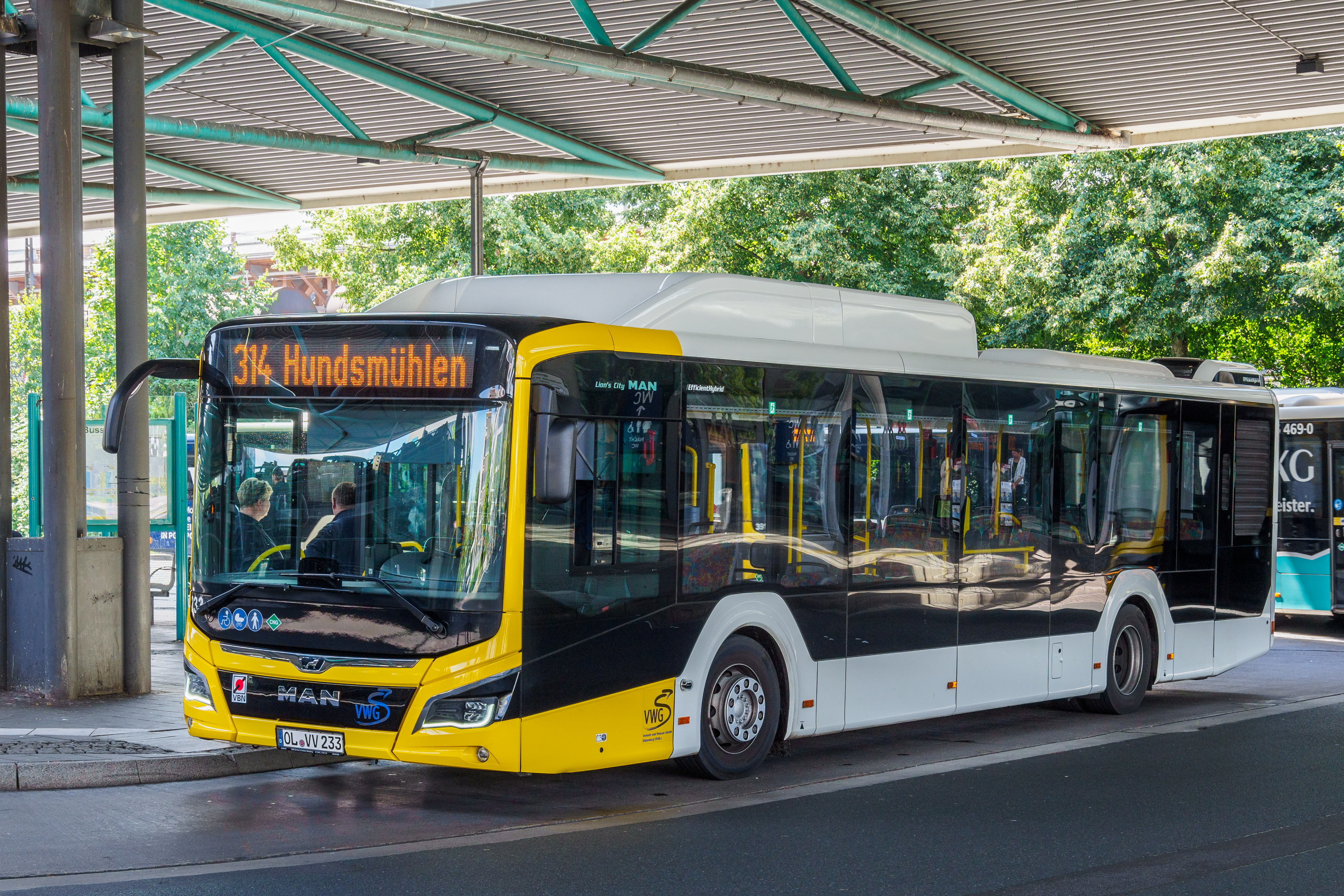
Wagen 233 am Zentralen Omnibusbahnhof (2024)

Die Wagennummern der Busse sind zumeist nicht willkürlich gewählt, sondern ermöglichen Rückschlüsse auf das Jahr der Anschaffung des Busses. So wurden die Citaro-Wagen Nr. 002-006 im Jahr 2000, die MAN-NLs Nr. 021–026 im Jahr 2002 und die Erdgas-Citaros Nr. 811–817 anno 2008 angeschafft. Auch die Wagennummer 090 des Ende 2009 in den Dienst gestellten videoüberwachten Citaro-Erdgasgelenkbusses korreliert mit seinem Anschaffungsjahr.
In der Mitte der 2010er Jahre entsprachen die letzten zwei Ziffern der Jahreszahl den ersten zwei Ziffern der Wagennummer (2012: 120–124; 2013: 130–139 usw.). Da seit 2018 mehr als zehn neue Busse pro Jahr angeschafft wurden, wurde die Nummerierung in diesen Jahren erweitert (2018: 180–189, 380–388, 580–588). Bei insgesamt elf Wagen dieses Jahrgangs wird der Erdgas-Verbrennungsmotor durch einen Elektromotor unterstützt, der über die Nutzbremse erzeugte elektrische Energie in einem Superkondensator zwischenspeichert. Diese Technik wird mit dem Begriff Mild-Hybrid vermarktet. Als Wagen 389 war von 2019 bis 2021 ein viertüriger Gelenkbus im Testbetrieb, dessen neu entwickelter Gasmotor ebenfalls in durch einen Elektromotor unterstützt wurde und durch Nutzbremse und Start-Stopp-Automatik weniger Antriebsenergie verbrauchen sollte. Im Jahr 2020 kamen 15 Lion’s City 12 G EfficientHybrid hinzu, so dass dann 112 Busse im Bestand waren. Zur Auslieferung 2022/2023 wurden 7 Erdgasbusse bestellt und 7 im Jahr 2023 in Betrieb genommen.:52 2024 wurden 13 neue Erdgasbusse in Betrieb genommen.:18
Im Februar 2023 wurden vier Wasserstoff-Brennstoffzellenbusse H2 City Gold in Dienst gestellt, die der Hersteller CaetanoBus auf Basis des Toyota Sora fertigte.

## Geschäftsbereich Wasser
Die Wasserversorgung Oldenburgs in Zahlen (Stand 2015/2016, ergänzt 2019)
- Rohwasserförderung im Jahr: 9.568.000 m³
- Reinwasserabgabe im Jahr: 9.419.000 m³
- Reinwasserbehälterinhalt: 18.500 m³
- Rohrnetzlänge: 852 km (2015/2016) – 854 km (2019)
- Hausanschlüsse: 44.889 (2015/2016) – 45.641 (2019)
- Zähler: 48.447 (2015/2016) – 49.200 (2019)

Den Auftrag erhielt die VWG von der Stadt Oldenburg als In-House-Vergabe.:56 Die Betriebsführung ging 2023 von der EWE VERTRIEB an die EWE NETZ über.:54 Die VWG beschäftigt kein eigenes Personal im Bereich Wasserversorgung.:52
In der Zukunft sollen Investitionen in die Wassergewinnung durchgeführt werden.

## Geschäftliche Entwicklung
Im Jahr 2018 wurde eine Kapitalerhöhung der Verkehr und Wasser GmbH von 8 Millionen Euro auf 14,1 Millionen Euro durchgeführt. Im Jahr 2022 wurde die Erhöhung des Eigenkapitals durch anteilige Bareinlagen der Stadt Oldenburg und der EWE VERTRIEB auf 17,6 Millionen Euro beschlossen.:59